# Dominique-Antoine-René Thaumur de La Source
Dominique-Antoine-René Thaumur de la Source (1692-1731) fut un prêtre canadien réputé pour sa sainteté.
Né à Montréal, le 1er août 1692, était fils de Dominique Thaumur de la Source, chirurgien, et de Jeanne Prudhomme. Il fut ordonné le 20 février 1717, et devint prêtre du séminaire de Québec. 
Après plusieurs années de séjour chez les Tamarois, il mourut à l'Hôtel-Dieu de Québec, dans une si grande réputation de sainteté que tout le peuple, à ses obsèques, allait faire toucher des chapelets a son corps et déchirait ses habits, pour avoir des reliques. Il fut inhumé dans la cathédrale.